# 586
Năm 586 là một năm trong lịch Julius.